# طفشة (قبعة)
قبعة الطفشة أو الهطفة أو الطَّفَش هي نوع من أنواع القبعات في المملكة العربية السعودية التي تشبه قبعات الصمبريرة. وأشتهر باستخدامها الرجال والنساء المزارعات في منطقة عسير وجنوب السعودية.

## التصميم
يتم صناعة القبعات من الخوص والخيزران والسعف والقش، ويتم تشكيلها على شكل دائري مشابه للقبعات المكسيكية.

## المستخدمون
يتم إرتداء الطفشة من قبل نساء ورجال المناطق الجنوبية السعودية، واليمن.